# Somado
Somado (Muros en asturiano y oficialmente) es una parroquia del concejo asturiano de Pravia, en España, y un lugar de dicha parroquia. El lugar de Somado (popularmente conocido como Somao y oficialmente en asturiano Somáu) es la única entidad singular de población de la parroquia. Alberga una población de 280 habitantes (INE 2019) en 229 viviendas y ocupa una extensión de 5,81 km².
El lugar está situado en la zona norte del concejo, a 11 km de la capital, Pravia. La parroquia limita al noreste con la de Muros de Nalón, en el concejo del mismo nombre; al este y al sur con la de Santianes; al suroeste con la de Villafría; y al oeste y noroeste con la de Piñera (Cudillero).
La autovía del Cantábrico atraviesa Somado mediante un túnel y supone la principal vía de comunicación y acceso. Las carreteras  N-632  y  AS-352  atraviesan también la parroquia.
De su arquitectura, destaca la densidad de edificios de indianos.
Además, se ha constituido como Parroquia Rural de acuerdo con el artículo 6 del Estatuto de Autonomía del Principado de Asturias, desarrollado en la Ley 11/1986, de 20 de noviembre.
Somado ha sido galardonado con el Premio al Pueblo Ejemplar de Asturias 2020, por haber sabido mantener la riqueza de su legado patrimonial indiano y rural, a través de estrechos lazos de colaboración vecinal.

## Poblaciones
Según el nomenclátor de 2009 la parroquia está formada por una única población, Somado, con la categoría histórica de lugar. Sus barrios son:
- La Calle l'Aeta
- El Campu
- El Carbayéu
- El Pozón
- La Covarona
- Grandamena
- El Marciel
- La Marroquina
- El Molín
- La Nocediega
- El Nocéu
- El Palomar
- El Parque
- La Peña
- El Peñucu
- El Pericón
- El Pisón
- La Rampla
- El Raposu
- La Reigada
  - Los Caduxos
  - La Cueva
  - La Quintana
  - El Teicu
- Santolaya
  - Santolaya de Baxu
  - Santolaya de Riba
- La Serradera
- Las Tablas
- La Torre
- Vidreiru
- La Zafil

## Paisaje
En cuanto al paisaje su alta y privilegiada situación hace a la vez que pueda ser divisado desde distintos lugares y desde él observar amplias vistas de la rasa costera y de la desembocadura del río Nalón. Dos son las áreas recreativas [cita requerida] La Peñona y Monteagudo desde las que se observan amplias vistas de la rasa costera y el último tramo del río Nalón en su encuentro con el mar Cantábrico. Podemos disfrutar haciendo senderismo por la Ruta del Eucalitón.

## Arte
La arquitectura de Somado cambia radicalmente hacia 1900 cuando el aspecto rural se complementa con los palacetes indianos financiados con las fortunas amasadas en Cuba; La Torre, El Palacete de Solís o Marciel y el Noceu, son ejemplos de estos edificios que responden a estilos modernistas coloniales y conjugan la gran calidad de edificación con la imaginación y los recursos estilizantes[cita requerida]. Normalmente estas quintas se rodean de jardines en los que crecen especies exóticas y donde la palmera es el árbol emblemático.En Somado conviven la arquitectura rural con las casa de estilo indiano, en las que destacan miradores y grandes galerías acristaladas.
En pleno corazón de Somado nos encontramos La Casona. En la finca puede verse, situado en un pequeño montículo, el panteón familiar de estilo modernista. En su interior observamos vidrieras procedentes de los talleres de la Casa Maumejean, que aparecieron en la exposición de artes decorativas de 1911[cita requerida].